# Region Povodí Mratínského potoka
Region Povodí Mratínského potoka je dobrovolný svazek obcí podle zákona v okresu Mělník a okresu Praha-východ, jeho sídlem jsou Měšice a jeho cílem je celkový rozvoj mikroregionu, životního prostředí a cestovního ruchu. Sdružuje celkem 17 obcí a byl založen 13. dubna 1999.

## Obce sdružené v mikroregionu
- Bašť
- Bořanovice
- Čakovičky
- Hovorčovice
- Kojetice
- Kostelec nad Labem
- Líbeznice
- Měšice
- Mratín
- Nová Ves
- Předboj
- Přezletice
- Sedlec
- Sluhy
- Veleň
- Zdiby
- Zlonín